# غزوة سفوان
غَزْوَةُ سَفَوان (ويطلق عليها اسم غزوة بدر الأولى)، وسببها أن رجال يدعى كرز بن جابر الفهري كان قد أغار على المدينة ونهب بعض الإبل والمواشي، فخرج النبي محمد ومن معه في طلبه حتى بلغوا وادياً يقال له (سفوان) من ناحية بدر، لكن كرز بن جابر الفهري كان قد هرب ومن معه، فرجع النبي محمد إلى المدينة من غير قتال.

## الرواية في كتب التاريخ

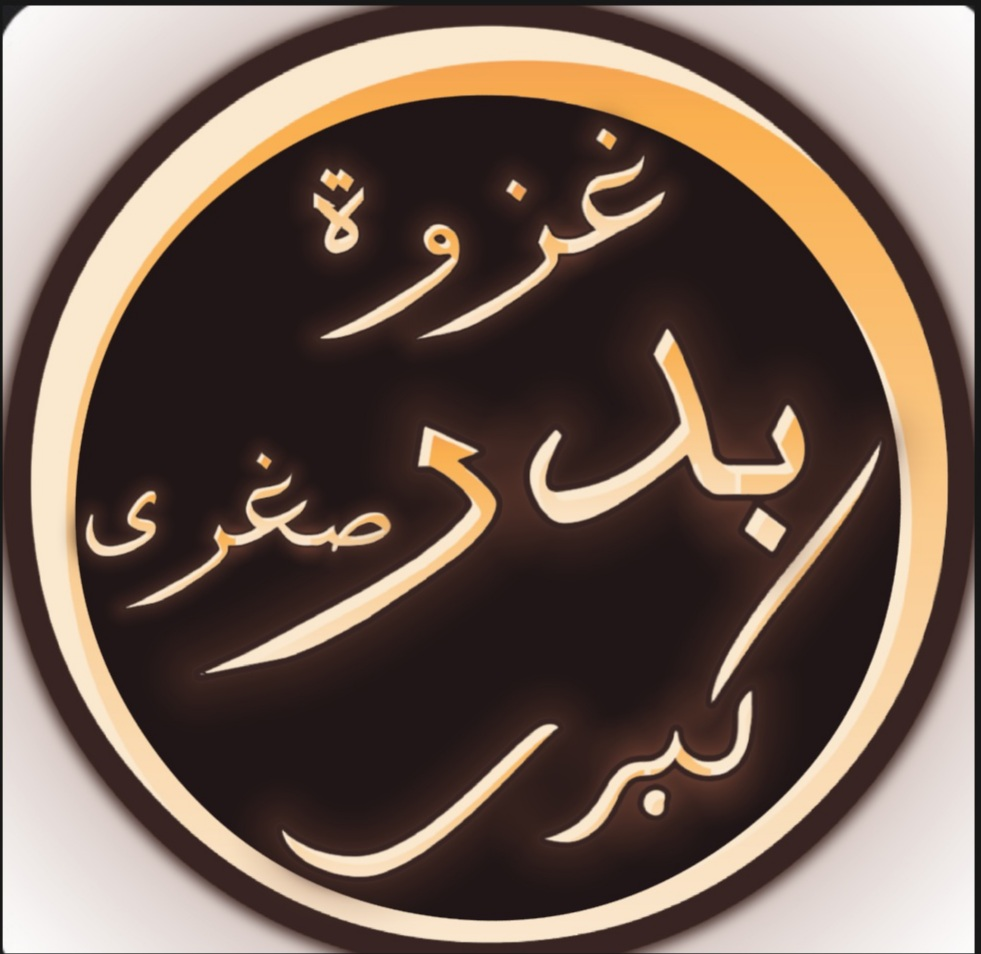
غزوة بدر.

حين قدم نبي الإسلام محمد صل الله عليه وسلم من غزوة العشيرة لم يقم بالمدينة الا ليالى لم تبلغ العشرة حتى غزا وخرج خلف كرز بن جابر الفهري وقد اغار قبل أن يسلم على سرح المدينة أي النعم والمواشي التي تسرح للمرعى بالغداة خرج في طلبه حتى بلغ واديا يقال له سفوان بالمهملة (والفاء ساكنة وقيل مفتوحة) من ناحية بدر، لذا قيل لها غزوة بدر الأولى وفاته كرز ولم يدركه وكان قد أستخلف على (المدينة) زيد بن حارثة وحمل اللواء الأبيض علي بن أبي طالب.